# Donna alla sorgente
Donna alla sorgente (La Source) è un dipinto a olio su tela realizzato nel 1862 dall'artista francese Gustave Courbet. Il dipinto raffigura una donna nuda vista di schiena alla fonte di un ruscello. L'opera fa parte della collezione del museo Metropolitano di New York.

## Descrizione
Donna alla sorgente rappresenta una donna nuda che accarezza l'acqua di un ruscello che cola. Courbet dipinse la donna in modo tale da prendere le distanze dalla forma femminile idealizzata dei suoi contemporanei. Courbet potrebbe aver dipinto la Donna alla sorgente in risposta diretta al dipinto La sorgente di Jean-Auguste-Dominique Ingres (finito nel 1856), che presenta un soggetto femminile molto idealizzato in una scena simile.
L'identità della modella di Courbet per questo dipinto è sconosciuta; alcuni ipotizzano che abbia posato per Courbet due volte, mentre altri affermano che ella abbia posato una volta sola. La Donna alla sorgente è stata comparata al dipinto La luna e la terra di Paul Gauguin (1893) e alla Sorgente ingresiana. Nel 1868 l'artista sarebbe ritornato sul tema e avrebbe realizzato La sorgente, oggi esposta al museo d'Orsay di Parigi.
La femminista e filantropa statunitense Louisine Havemeyer (1855-1929) acquisì il dipinto e in seguito lo lasciò in eredità al museo Metropolitano. In precedenza l'aveva prestato anonimamente allo stesso museo durante una mostra sulle opere di Courbet nel 1919.